# Алдаркинский сельсовет
Алдаркинский сельсовет — муниципальное образование в Бузулукском районе Оренбургской области.
Административный центр — село Алдаркино.

## Административное устройство
В состав сельского поселения входят 2 населённых пункта:
- село Алдаркино,
- посёлок Дубовый Куст.

## Достопримечательности
- Памятник природы «Алдаркинские овраги».
- Геолого-геоморфологический памятник природы «Балка Сосновый Дол (в низовьях балки Акмечеть)».